# 김창록 (1949년)
김창록(金昌錄, 1949년 11월 5일 ~, 경상남도 창녕군)은 대한민국의 경제관료이자 산업은행 총재를 역임한 금융인이다. 

## 학력
- 부산고등학교
- 서울대학교 무역학과 경제학 학사
- 서울대학교 행정대학원 행정학 석사
- 조지워싱턴 대학교 대학원 석사
- 한국외국어대학교 경영대학원 경영학 박사

## 경력
- OECD대표부 재경관
- 재정경제부 경제협력국 국장
- 재정경제부 관리관
- 국제금융센터 소장
- 금융감독원 부원장
- 한국산업은행 총재
- 다이와증권캐피탈마켓 고문

## 참고 자료
- 김창록 다음 인물검색[깨진 링크(과거 내용 찾기)]
- 김창록 네이버 인물검색[깨진 링크(과거 내용 찾기)]